# Chrysoblephus puniceus
Chrysoblephus puniceus är en fiskart som först beskrevs av John Dow Fisher Gilchrist och William Wardlaw Thompson, 1908.  Chrysoblephus puniceus ingår i släktet Chrysoblephus och familjen havsrudefiskar. Inga underarter finns listade i Catalogue of Life.